# Campionats d'Europa de ciclisme en pista de 2012
Els Campionats d'Europa de ciclisme en pista de 2012 es va celebrar a Panevėžys (Lituània) del 21 al 21 d'octubre de 2012.
Les competicions es van celebrar al Cido Arena de Panevėžys. En total es va competir en 13 disciplines, 7 de masculines i 6 de femenines.

## Resultats

### Masculí
| Prova                 | Or                                                                       | Argent                                                                     | Bronze                                                                                         |
| Keirin                | Tobias Wächter · Alemanya                                                | Joachim Eilers · Alemanya                                                  | Denís Dmítriev · Rússia                                                                        |
| Velocitat individual  | Denís Dmítriev · Rússia                                                  | Max Niederlag · Alemanya                                                   | Christos Volikakis · Grècia                                                                    |
| Velocitat per equips  | Alemanya · Joachim Eilers · Tobias Wächter · Max Niederlag               | Polònia · Maciej Bielecki · Kamil Kuczynski · Damian Zieliński             | Regne Unit · Matthew Crampton · Lewis Oliva · Callum Skinner                                   |
| Persecució per equips | Rússia · Artur Ierxov · Valeri Kaikov · Aleksei Màrkov · Alexander Serov | Alemanya · Maximilian Beyer · Henning Bommel · Lucas Liss · Theo Reinhardt | Itàlia · Liam Bertazzo · Ignazio Moser · Paolo Simion · Elia Viviani · Michele Scartezzini (q) |
| Cursa per punts       | Elia Viviani · Itàlia                                                    | Kiril Svéixnikov · Rússia                                                  | Sergiy Lagkuti · Ucraïna                                                                       |
| Madison               | Txèquia · Martin Bláha · Jiří Hochmann                                   | Rússia · Artur Ierxov · Valeri Kaikov                                      | Itàlia · Angelo Ciccone · Elia Viviani                                                         |
| Òmnium                | Lucas Liss · Alemanya                                                    | Artur Ierxov · Rússia                                                      | Gediminas Bagdonas · Lituània                                                                  |

### Femení
| Prova                 | Or                                                                  | Argent                                                         | Bronze                                                    |
| Keirin                | Simona Krupeckaitė · Lituània                                       | Iekaterina Gnidenko · Rússia                                   | Elena Brezhniva · Rússia                                  |
| Velocitat individual  | Olga Panarina · Belarús                                             | Anastassia Vóinova · Rússia                                    | Simona Krupeckaitė · Lituània                             |
| Velocitat per equips  | Lituània · Gintarė Gaivenytė · Simona Krupeckaitė                   | Rússia · Dària Xmeliova · Anastassia Vóinova                   | França · Olivia Montauban · Sandie Clair                  |
| Persecució per equips | Lituània · Vaida Pikauskaite · Vilija Sereikaitė · Aušrinė Trebaitė | Polònia · Eugenia Bujak · Edyta Jasinska · Katarzyna Pawłowska | Belarús · Alena Dylko · Aksana Papko · Tatsiana Sharakova |
| Cursa per punts       | Stephanie Pohl · Alemanya                                           | Ievguénia Romaniuta · Rússia                                   | Elke Gebhardt · Alemanya                                  |
| Òmnium                | Aušrinė Trebaitė · Lituània                                         | Katarzyna Pawłowska · Polònia                                  | Tamara Balabolina · Rússia                                |

## Medaller
| Posició | País       | Or | Plata | Bronze | Total |
| 1       | Alemanya   | 4  | 3     | 1      | 8     |
| 2       | Lituània   | 3  | 1     | 2      | 6     |
| 3       | Rússia     | 2  | 7     | 2      | 11    |
| 4       | Belarús    | 2  | 0     | 0      | 2     |
| 5       | Itàlia     | 1  | 0     | 2      | 3     |
| 6       | Txèquia    | 1  | 0     | 0      | 1     |
| 7       | Polònia    | 0  | 2     | 1      | 3     |
| 8       | Bèlgica    | 0  | 0     | 1      | 1     |
| 8       | França     | 0  | 0     | 1      | 1     |
| 8       | Regne Unit | 0  | 0     | 1      | 1     |
| 8       | Grècia     | 0  | 0     | 1      | 1     |
| 8       | Ucraïna    | 0  | 0     | 1      | 1     |
| Total   | Total      | 13 | 13    | 13     | 39    |